# Голая вечеринка
Голая вечеринка (обнажённая вечеринка) — тип вечеринки, где участники должны присутствовать в обнаженном виде. Подобные мероприятия в США ассоциируются с университетской жизнью и людьми студенческого возраста. Свою известность они приобрели в Брауновском и Йельском университетах.
Голые вечеринки организовывались также в среде нудистского движения, но в современном виде они оформились во время мероприятий в Брауновском университете в 1980-х годах. Посетители обнаженных вечеринок часто говорят, что перестают чувствовать себя неловко уже через несколько минут пребывания на мероприятии, поскольку все участники принимают наготу каждого независимо от типа телосложения. Обычно большинство студенческих «голых вечеринок» не заканчиваются сексуальным контактом между участниками. В Университете Брауна такие вечеринки позиционировались больше как эксперимент по социальному взаимодействию, чем сексуальный опыт.
Мероприятие с нагими вечеринками проходят в Йельском университете до сих пор. В 2016 году в студенческой газете Yale Daily News утверждалось, что главным правилом таких вечеринок с 1980-х является их несексуальный характер.
Проведение «голых вечеринок» вызывает неодобрение у разных членов общества и является дискуссионным. Некоторые студенты не одобряют факт таких мероприятий и то, что их учебное заведение имеет к ним отношение. Эти предубеждения были описаны в различных литературных произведениях, таких как романы «Я — Шарлотта Симмонс» Тома Вулфа и «Хлоя учится в Йеле» Натали Крински. Представители религиозных сообществ неоднократно пытались запретить голые вечеринки на законодательном уровне в ряде американских муниципалитетов. Статья американского издания «Христианство сегодня» под названием «Что сказать на обнаженной вечеринке?», выражала опасения по поводу морали таких вечеринок и сексуального насилия на них.